# خط عرض 2° جنوب
خط عرض 2° جنوب هي إحدى دوائر العرض الجغرافية، وهي دوائر وهمية تحيط بالكرة الأرضية، وموازية لخط الاستواء، وتتميز هذه الدائرة بأن الأراضي الواقعة عليها تنتمي للمنطقة المدارية الحارة.

## حول العالم
خط عرض 2° جنوب يبدأ من خط الزوال الأولي ويتجه شرقا ويمر عبر:
| الإحداثيات                         | البلد أو الإقليم أو البحر   | ملاحظات                                                                           |
| ---------------------------------- | --------------------------- | --------------------------------------------------------------------------------- |
| 2°0′S 0°0′E / 2.000°S 0.000°E      | المحيط الأطلسي              |                                                                                   |
| 2°0′S 9°21′E / 2.000°S 9.350°E     | الغابون                     |                                                                                   |
| 2°0′S 12°28′E / 2.000°S 12.467°E   | جمهورية الكونغو             |                                                                                   |
| 2°0′S 12°52′E / 2.000°S 12.867°E   | الغابون                     |                                                                                   |
| 2°0′S 14°15′E / 2.000°S 14.250°E   | جمهورية الكونغو             |                                                                                   |
| 2°0′S 16°24′E / 2.000°S 16.400°E   | جمهورية الكونغو الديمقراطية | The border with Rwanda is in بحيرة كيفو                                           |
| 2°0′S 29°9′E / 2.000°S 29.150°E    | رواندا                      | مرورا بجنوب كيغالي                                                                |
| 2°0′S 30°51′E / 2.000°S 30.850°E   | تنزانيا                     | مرورا عبر بحيرة فيكتوريا, including جزيرة أوكيريوي                                |
| 2°0′S 35°50′E / 2.000°S 35.833°E   | كينيا                       |                                                                                   |
| 2°0′S 41°17′E / 2.000°S 41.283°E   | المحيط الهندي               |                                                                                   |
| 2°0′S 99°33′E / 2.000°S 99.550°E   | إندونيسيا                   | A small island just شمالي جزيرة سيبورا                                            |
| 2°0′S 99°34′E / 2.000°S 99.567°E   | Mentawai Strait             |                                                                                   |
| 2°0′S 100°52′E / 2.000°S 100.867°E | إندونيسيا                   | جزيرة سومطرة                                                                      |
| 2°0′S 104°47′E / 2.000°S 104.783°E | Bangka Strait               |                                                                                   |
| 2°0′S 105°7′E / 2.000°S 105.117°E  | إندونيسيا                   | جزيرة بانغكا (جزيرة)                                                              |
| 2°0′S 106°8′E / 2.000°S 106.133°E  | مضيق كاريماتا               |                                                                                   |
| 2°0′S 110°6′E / 2.000°S 110.100°E  | إندونيسيا                   | جزيرة بورنيو                                                                      |
| 2°0′S 116°27′E / 2.000°S 116.450°E | مضيق ماكاسار                |                                                                                   |
| 2°0′S 119°13′E / 2.000°S 119.217°E | إندونيسيا                   | جزيرة سولاوسي                                                                     |
| 2°0′S 121°27′E / 2.000°S 121.450°E | بحر باندا                   |                                                                                   |
| 2°0′S 123°48′E / 2.000°S 123.800°E | إندونيسيا                   | جزيرة Salue Besar in the بانجاي [لغات أخرى]‏ archipelago                           |
| 2°0′S 123°51′E / 2.000°S 123.850°E | بحر باندا                   |                                                                                   |
| 2°0′S 124°18′E / 2.000°S 124.300°E | إندونيسيا                   | جزر Seho وجزيرة تاليابو                                                           |
| 2°0′S 124°33′E / 2.000°S 124.550°E | بحر باندا                   | مرورا بجنوب the جزيرة جزيرة مانغول, إندونيسيا                                     |
| 2°0′S 125°53′E / 2.000°S 125.883°E | إندونيسيا                   | جزيرة جزيرة سانانا                                                                |
| 2°0′S 125°58′E / 2.000°S 125.967°E | بحر سيرام                   | مرورا بجنوب the جزيرة جزر أوبي, إندونيسيا                                         |
| 2°0′S 129°54′E / 2.000°S 129.900°E | إندونيسيا                   | جزيرة جزيرة ميسول                                                                 |
| 2°0′S 130°23′E / 2.000°S 130.383°E | بحر سيرام                   |                                                                                   |
| 2°0′S 132°0′E / 2.000°S 132.000°E  | إندونيسيا                   | جزر غينيا الجديدة وMeos Waar                                                      |
| 2°0′S 134°25′E / 2.000°S 134.417°E | Cenderawasih Bay            | مرورا بجنوب the جزيرة جزيرة يابن, إندونيسيا                                       |
| 2°0′S 137°12′E / 2.000°S 137.200°E | إندونيسيا                   | جزيرة غينيا الجديدة                                                               |
| 2°0′S 139°3′E / 2.000°S 139.050°E  | المحيط الهادئ               | مرورا بجنوب the Ninigo Islands, بابوا غينيا الجديدة                               |
| 2°0′S 146°34′E / 2.000°S 146.567°E | بابوا غينيا الجديدة         | جزيرة Manus                                                                       |
| 2°0′S 147°11′E / 2.000°S 147.183°E | Seeadler Harbour            |                                                                                   |
| 2°0′S 147°23′E / 2.000°S 147.383°E | بابوا غينيا الجديدة         | Los Negros Island                                                                 |
| 2°0′S 147°24′E / 2.000°S 147.400°E | المحيط الهادئ               | مرورا بشمال Tong Island, بابوا غينيا الجديدة · مرورا بجنوب Onotoa atoll, كيريباتي |
| 2°0′S 80°45′W / 2.000°S 80.750°W   | الإكوادور                   |                                                                                   |
| 2°0′S 75°57′W / 2.000°S 75.950°W   | بيرو                        |                                                                                   |
| 2°0′S 73°6′W / 2.000°S 73.100°W    | كولومبيا                    |                                                                                   |
| 2°0′S 69°32′W / 2.000°S 69.533°W   | البرازيل                    | الأمازون (ولاية) بارا مارانهاو                                                    |
| 2°0′S 44°29′W / 2.000°S 44.483°W   | المحيط الأطلسي              |                                                                                   |